# 55 Elbląski Pułk Piechoty
55 Elbląski pułk piechoty (55 pp) – oddział piechoty ludowego Wojska Polskiego.

## Formowanie i zmiany organizacyjne
Pułk został sformowany latem 1945, w Gdańsku-Wrzeszczu, w składzie 16 Kaszubskiej Dywizji Piechoty. Jednostka została zorganizowana na bazie II batalionu 4 zapasowego pułku piechoty, według etatu nr 2/2 o stanie 1604 żołnierzy. Jesienią 1945 pułk został dyslokowany do garnizonu Elbląg. Wiosną 1946 oddział został przeformowany na etat nr 2/51 o stanie 1304 wojskowych i 8 kontraktowych. W kwietniu 1949 pułk został przeniesiony do Braniewa, gdzie został przeformowany w 55 zmotoryzowany pułk piechoty. W 1952 jednostka została przeformowana w 55 pułk zmechanizowany.

## Struktura organizacyjna pułku
- dowództwo i sztab
- 3 bataliony piechoty
- kompania rusznic przeciwpancernych
- kompania łączności
- kompania gospodarcza
- bateria 45 mm armat przeciwpancernych
- bateria 76 mm armat
- bateria 120 mm moździerzy
- pluton rozpoznania
- pluton saperów
- pułkowa szkoła podoficerska
- izba chorych

## Żołnierze pułku
dowódcy pułku:
- Julian Baranowski

oficerowie:
- Stanisław Mroczka

## Przekształcenia
55 Elbląski pułk piechoty → 55 pułk zmotoryzowany → 55 pułk zmechanizowany → 55 Ośrodek Materiałowo-Techniczny